# Чуукська мова
Чуукська мова — мова мікронезійської мовної групи, яка поширена на Каролінських островах у штаті Чуук (Федеративні Штати Мікронезії). Носіями мови є чуукці. За оцінкою у світі існує 51330 носіїв мови. Згідно з переписом 2000 року в Мікронезії проживало 45900 носіїв мови.

## Алфавіт
Чуукський алфавіт на основі латиниці створили місіонери у 19 столітті. У 1970-х мовознавці модифікували систему місіонерів, додавши букви з наголосом. В чуукській мові є дев'ять голосних (A a, Á á, E e, É é, I i, O o, ó ó, U u, Ú ú) та 14 приголосних (F f, S s, K k, M m, Mw mw, N n, Ng ng, P p, P w pw, R r, Ch ch, T t, W w, Y y).

## Зразок
Зразок тексту чуукською мовою (Стаття 1 Загальної декларації прав людини):
|  | Esap wor och mettoch epwe appeti aramas seni fansoun ar uputiu non ar tufich me rait. Ar ekiek epwe mecheres o esap pet ren och sakkun mettoch pun ir repwe nonnomfengen non kinamwe o pwipwi annim. |

Переклад українською:
|  | Всі люди народжуються вільними і рівними у своїй гідності та правах. Вони наділені розумом і совістю і повинні діяти у відношенні один до одного в дусі братерства. |